# Palaeorhiza amoena
Palaeorhiza amoena là một loài Hymenoptera trong họ Colletidae. Loài này được Hirashima mô tả khoa học năm 1981.